# Phymatosorus diversifolius
Phymatosorus diversifolius là một loài thực vật có mạch trong họ Polypodiaceae. Loài này được (Willd.) Pic. Serm. miêu tả khoa học đầu tiên năm 1973.